# Sleepless: The Concise King Crimson
The Essential King Crimson: Frame by Frame – archiwalny album kompilacyjny King Crimson, wydany 19 października 1993 roku nakładem wytwórni Virgin, E.G. i Caroline Blue Plate jako CD i kaseta magnetofonowa. Zawiera nagrania studyjne z lat 1969–1984. 

## Lista utworów
Lista według Discogs:
| 1.  | 21st Century Schizoid Man                   | 7:20    |
|     |                                             |         |
| 2.  | Epitaph                                     | 7:21    |
|     |                                             |         |
| 3.  | In The Court Of The Crimson King (Abridged) | 7:21    |
|     |                                             |         |
| 4.  | Cat Food                                    | 2:45    |
|     |                                             |         |
| 5.  | Ladies Of The Road                          | 5:31    |
|     |                                             |         |
| 6.  | Starless (Abridged)                         | 4:38    |
|     |                                             |         |
| 7.  | Red                                         | 6:17    |
|     |                                             |         |
| 8.  | Fallen Angel                                | 5:59    |
|     |                                             |         |
| 9.  | Elephant Talk                               | 4:42    |
|     |                                             |         |
| 10. | Frame By Frame                              | 5:08    |
|     |                                             |         |
| 11. | Matte Kudesai                               | 3:48    |
|     |                                             |         |
| 12. | Heartbeat                                   | 3:54    |
|     |                                             |         |
| 13. | Three Of A Perfect Pair                     | 4:11    |
|     |                                             |         |
| 14. | Sleepless                                   | 5:22    |
|     |                                             |         |
|     |                                             | 1:14:17 |
|     |                                             |         |
Remastering – Tony Arnold, Robert Fripp, David Singleton

## Odbiór

### Opinie krytyków
| Recenzje                          | Recenzje |
| Publikacja                        | Ocena    |
| --------------------------------- | -------- |
| AllMusic                          | [ 1 ]    |
| Prog Archives                     | 3.06/5.0 |
| Rate Your Music                   | 3.70/5   |
| The New Rolling Stone Album Guide | [ 5 ]    |
| Sputnikmusic                      | 3.0/5    |

Mike DeGagne z AllMusic uważa, iż „jak wskazuje tytuł albumu, ta kompilacja guru rocka progresywnego King Crimson jest zwięzła, ale w rzeczywistości jest zbyt zwięzła, aby być godnym uczciwego odzwierciedlenia monumentalnej kariery tego zespołu”, ponieważ „każda kompilacja godna poznania muzyki tej grupy powinna zawierać przynajmniej dwa razy więcej kawałków”.